# ロイク・ド・ケルグレ
ロイク・ド・ケルグレ（Loïc de Kergret, 1970年8月20日 - ）は、フランスの男子バレーボール選手。パリ出身。ポジションはセッター。元フランス代表。

## 来歴
1989年、フランスリーグのRCフランスに入団。10年間プロAのクラブでプレーしたのち、1999年にイタリアへ渡り、セリエAのアシステル・ミラノとパレルモでプレーをした。2001年にプロAに戻り、ASカンヌへ移籍。翌年から在籍したトゥールVBでは、2004年のリーグ優勝、2005年CEVチャンピオンズリーグ優勝、フランスカップで3度の優勝に貢献した。 
1994年、ナショナルチーム代表に選出され、フランス代表として通算249試合に出場。ロングドレッドヘアがトレードマークのフランスの名物セッターとして活躍し、2002年世界選手権で銅メダルを獲得、2003年欧州選手権では準優勝に貢献した。翌年アテネオリンピック世界最終予選ではチームの司令塔として、フランスチームを全勝による出場権獲得へと導き、2004年アテネオリンピック出場を果たした。

## 球歴
ナショナルチーム代表歴
- オリンピック - 2004年（9位）
- 世界選手権 - 2002年（銅メダル）
- ワールドカップ - 2003年（5位）
- ワールドリーグ - 2004年（5位）、1999年、2000年、2002年（7位）
- 欧州選手権 - 2003年（準優勝）

クラブチーム優勝歴
- フランスリーグ - 2004年
- フランスカップ - 2003年、2005年、2006年
- CEVチャンピオンズリーグ - 2005年

## 所属クラブ
- RCフランス （1989-1991年）
- ASカンヌVB （1991-1992年）
- RCフランス （1992-1993年）
- グルノーブル・バレーUC （1993-1994年）
- アヴィニョンVB （1994-1995年）
- モンペリエ・バレーUC （1995-1999年）
- アシステル・ミラノ （1999-2000年）
- パレルモ （2000-2001年）
- ASカンヌVB （2001-2002年）
- トゥールVB （2002-2007年）
- ネフチャニク・ウファ （2007-2008年）
- ディナモ・ヤンタリ・カリーニングラード （2008-2009年）
- トゥールVB （2009-2011年）